# 黃體鸚竺鯛
黃體鸚竺鯛（学名：Ostorhinchus chrysotaenia），又稱多線天竺鯛、黃體天竺鯛、黃體鸚天竺鯛，俗名大目側仔，为輻鰭魚綱鈎頭魚目天竺鲷科鸚竺鯛屬的其中一種。

## 分布
本魚分布于印度西太平洋區，包括菲律宾、澳洲西北部、印尼、越南、台湾及新幾內亞等海域。该物种的模式产地在雅加达、爪哇。

## 深度
水深0至30公尺。

## 特徵
本魚體延長而側扁，眼大，口大略下位。魚體呈淡黃色，稚魚期體側具有排列緊密的深色縱紋，成魚期則漸漸變模糊，尾鰭凹形，各鰭也呈淡黃色，背鰭硬棘8枚、背鰭軟條9枚、臀鰭硬棘2枚、臀鰭軟條8枚，體長可達12公分。

## 生態
本魚棲息於水質清澈的珊瑚礁、岩礁，白天躲藏於岩架下或岩洞中，夜間出來覓食，屬肉食性，以多毛類或其它底棲甲殼類為食。繁殖期時，雄魚具有口孵習性，卵約7日化成仔魚，由雄魚吐出，具短暫的仔魚飄浮期。

## 經濟利用
可食用，但多做為下雜魚處理。

## 扩展阅读
維基物種上的相關：黃體鸚竺鯛